# Lijst van straten in gemeente Voorst
Dit is een lijst van straten in de gemeente Voorst in de Nederlandse provincie Gelderland met hun oorsprong/betekenis.
Op 1 juni 1953 werden alle straatnamen in de gemeente Voorst officieel vastgesteld, en kregen de straten die nog geen naam hadden een naam. Op die datum ging de gemeente Voorst over op het algemene gebruik van straatnaam en huisnummer om de plaats van een huis aan te duiden. In de maanden voor 1 juni 1953 waren overal palen, straatnaambordjes en huisnummers aangebracht. Voor 1 juni 1953 werden alle huizen in de gemeente aangeduid met een wijkletter gevolgd door een getal. Zo stond het adres “Voorst C43” voor het hedendaagse adres Polveensweg 7. Dit systeem van wijkindeling was ontstaan in de Franse tijd, mogelijk om precies aan te kunnen geven waar Franse militairen moesten worden ingekwartierd.

## Straten in Twello

### A
- Abraham Crijnssenstraat – Abraham Crijnssen (?, 1669[2]), Nederlands commandeur
- Abraham Kuyperstraat – Abraham Kuyper (1837-1920), Nederlands staatsman
- Acacialaan – Acacia, boomsoort
- Achter 't Holthuis – Het Holthuis, landgoed dat al in de 14e eeuw vermeld wordt[3]
- Adriaen van Ostadestraat – Adriaen van Ostade (1610-1685), Nederlands kunstschilder
- Aronskelk – Aronskelk, een geslacht van planten uit de aronskelkfamilie

### B
- Bachstraat – Johann Sebastian Bach (1685-1750), Duits componist
- Badijkstraat – herenboerderij 'De Badijk' die hier stond.[4][5]
- Barteldplein –
- Basseltlaan – Basselt, later Grote en Kleine Basselt oude boerderij[5]
- Beekzicht – Twellose Beek, waterloop door Twello. Komt ten noorden van Twello samen met de Hondsgrift in de Terwoldse Wetering.
- Beethovenlaan – Ludwig van Beethoven (1770-1827), Duits componist
- Bemmelstraat –
- Binnenweg – Binnenweg, kortere route naar de dorpskerk en het dorp Twello dan de hoofdroute, de Rijksstraatweg
- Bizethof – Georges Bizet (1838-1875), Frans componist
- Blankenhuisweg – Blankenhuis, oude boerderij[6]
- Blikkenweg – De Blikken, oude boerderij[5][6]
- Bonenakker – Akker waarop bonen verbouwd werden
- Bonkelaar – Bonkelaar, aandrijfwiel van een molen
- Bosgeelster – bosgeelster, overblijvende plant die behoort tot de leliefamilie
- Boszegge – boszegge, polvormende vaste plant die behoort tot de cypergrassenfamilie
- Brahmsstraat – Johannes Brahms (1833-1897), Duits componist
- Breede Goorstraat –
- Bremstraat – Brem, struik uit de vlinderbloemenfamilie
- Broodakker – Akker met een goede opbrengst[7]:p62
- Buddezand – Buitenplaats Het Buddezand van koopman Hendrik Budde (1773-1851). Op de plek stonden voordien de boerderijen Het Zand en Brouckhorst.[5][6][8]
- Burgemeester Crommelinstraat – Hendrik Crommelin (1854-1907), burgemeesters van Voorst van 1887 tot 1907
- Burgemeester Van der Feltzweg – J. baron van der Feltz (1825-1904), burgemeester van Voorst van 1872 tot 1886, A.C. baron van der Feltz (1871-1952), burgemeester van Voorst van 1907 tot 1937, G.W.J. baron van der Feltz (1904-1989), burgemeester van Voorst van 1937 tot 1969

### C
- Chopinstraat – Frédéric Chopin (1810-1849), Pools componist
- Covecostraat – Coveco, vleesverwerkend bedrijf dat gevestigd was in Twello. In 1995 fuseerde Coveco met Encebe en Gupa tot Dumeco, wat in 2003 met Hendrix Meat Group, Moksel en NFZ fuseerde tot Vion.[9] In 2002 vertrok Dumeco uit Twello.[10]

### D
- Damastbloem – Damastbloem, vaste plant die behoort tot de kruisbloemenfamilie
- Daslook – Daslook, plant
- De Afslag – veiling bij afslag, een veiling waarbij een product op een te hoge prijs wordt ingezet, waarna de prijs daalt totdat iemand akkoord gaat en de prijs wordt afgeslagen. Deze veilingvorm werd onder meer gebruikt op de groente- en fruitveiling in Twello.
- De Barnte –
- De Bommerij –
- De Hamerslag – Veilingterm, bij een veiling bij opbod bepaalt de verkoper een startprijs. De vragers bieden een hogere prijs (overbieden) en hebben steeds een beperkte tijd om op het laatste bod te reageren. Als er niet meer overboden wordt dan wordt de prijs met een hamerslag afgeslagen.
- De Hoeven – Katerstede “De Hoeve”, die stond waar nu Veenhuisweg 62 is.[11]
- De Oude Ziele – De Ziel(e), oude boerderij[5][6][11][12]
- De Spil – Spil, de precies in het midden zittende rechtop staande hoofdas in een molen
- De Vang – Vang, remconstructie in een windmolen. Wordt ook praam, prang of frein genoemd.
- De Ziele – De Ziel(e), oude boerderij[5][6][11][12]
- Deken Rekveltstraat – Franciscus Antonius Rekvelt (1820-1901), Pastoor van Duistervoorde en Deken van het Dekenaat Deventer
- Derk Brouwerstraat – Dirk Jacobus Anne Brouwer (1890-1951), gemeentesecretaris van Voorst (1941-1951) vanaf 1917 in dienst van de gemeente Voorst,
- Dernhorstlaan – Darnhorst of Dernhorst, oude boerderij[5][11]
- Diepenbrockstraat – Alphons Diepenbrock (1862-1921), Nederlands componist
- Dijkhofstraat – Erve Dijkhof of Gessherserf, oude boerderij[5][6][11]
- Domineestraat – Straat waar de woning van de dominee stond
- Donizettiplaats – Gaetano Donizetti (1797-1848), Italiaans operacomponist
- Doornweerdstraat – Doornweerd, oude boerderij[5]
- Dorpsdwarsstraat – Zijstraat van de Dorpsstraat
- Dorpsstraat – Hoofdstraat van het dorp Twello
- Duistervoordseweg – Duistervoorde, voormalige buurtschap bij “Het Huys Duystervoorde”, tegenwoordig deel van het dorp Twello[11][13]

### E
- Engelenburgstraat – erve "De Engelenburg" bij Duistervoorde[14]
- Esdoornlaan – Esdoorn, boomgeslacht

### F
- Fliertweg – Fliert, een waterloop bij Wilp en Twello. Komt ten noorden van Twello samen met de Terwoldse Wetering.
- Frans Halsstraat – Frans Hals (1583-1666), Nederlands schilder van schuttersstukken en portretten

### G
- Gerard Doupad – Gerard Dou (1613-1675), Nederlandse kunstschilder
- Gerard Doustraat – Gerard Dou (1613-1675), Nederlandse kunstschilder
- Goeman Borgesiusstraat – Hendrik Goeman Borgesius (1847-1917), Nederlands politicus
- Goudveil – Goudveil of essenbronbos, een plantengemeenschap. Wordt ook wel elzenbronbos genoemd. Een tot 20m hoge boomlaag met vnl. Zwarte els en Gewone es, een matig ontwikkelde struiklaag, een goed ontwikkelde kruidlaag met opvallend veel lentebloeiers en een meestal eveneens goed ontwikkelde moslaag met bladmossen en levermossen.
- Griftstraat – Hondsgrift, een waterloop bij Duistervoorde. Komt ten noorden van Twello samen met de Twellose Beek in de Terwoldse Wetering.
- Groen van Prinstererstraat – Guillaume Groen van Prinsterer (1801-1876), Nederlands politicus
- Grote Barteldweg – Grote Barteld, oude boerderij[5]
- Grotenhuisstraat – Ten Grootenhuys, geslacht[14] en heerdstede[6][11]

### H
- H.W. Iordensweg – Hendrik Willem Iordens (1894-1945), Garagehouder en verzetsman (N.B.S.).[4][15][16] Op 29 maart 1945 te Wierden gefusilleerd. Weg heette tot 1946 de Wilpschenweg.[17][18]
- Hackfortweg – Hackfort, geslacht[14] en landhuis[3][11]
- Händelstraat – Georg Friedrich Händel (1685–1759), Duits barokcomponist
- Hartelaar – De Herteler of Hartelaar, landhuis[3][11][19]
- Havekespad – Pad langs Havekes Mölle (vh. De Volharding ), de stellingmolen in Twello[20][21]
- Heemskerkstraat – Jacob van Heemskerck (1567 - 1607), Nederlands zeevaarder en viceadmiraal
- Heideklokje – Heideklokje, een plant die behoort tot de gentiaanfamilie[22]
- Helmbloem – Helmbloem, een geslacht van kruidachtige, eenjarige en overblijvende kruiden uit de papaverfamilie
- Henri Dunantstraat – Henri Dunant (1828-1910), Zwitsers bankier, oprichter Rode Kruis en Nobelprijswinnaar in 1901.
- Het Cruse –
- Het Wilde Zand –
- Hietweideweg –
- Hildestraat –
- Holthuizerstraat – Het Holthuis, landgoed dat al in de 14e eeuw vermeld wordt[3][11][23]
- Holtweg –
- Hovenpad – De Hoven of de Worp, een wijk van Deventer op de westelijke IJsseloever.
- Hunderenslaan – Het Hunderen, landgoed[3][6][24]

### I
- IJsbaandwarsweg – Zijweg van de IJsbaanweg
- IJsbaanweg – Weg bij de ijsbaan
- IJsseldijkstraat – Straat op voormalig terrein van de Twellosche Exportslachterij. Vernoemd naar de rokerij van W.J. IJsseldijk en/of vleeswarenfabriek G. IJsseldijk en Zonen die in Twello gevestigd was???
- Industriestraat – Weg naar industrieterrein Nijverheid

### J
- Jachtlustplein –
- Jachtlustweg –
- Jacob van Ruisdaelstraat – Jacob Isaacksz. van Ruisdael (ca. 1628-1682), Nederlands landschapschilder
- Jan van Galenstraat – Jan van Galen (ca. 1605-1653), Nederlands vlootvoogd
- Johan Evertsenstraat – Johan Evertsen, Nederlands Nederlands admiraal
- Johan Willem Frisostraat – Johan Willem Friso van Nassau-Dietz (1687-1711), vorst van Nassau-Dietz, prins van Oranje (1702-1711) en stadhouder van Friesland (1707-1711) en Groningen (1708-1711)
- Jupiter – Jupiter, een planeet binnen het zonnestelsel

### K
- Karel Doormanstraat – Karel Doorman (1889–1942), Nederlands schout-bij-nacht
- Kastanjelaan – Kastanje, geslacht van loofbomen
- Kerklaan – Weg richting de R.K. Sint Martinuskerk in Duistervoorde
- Kleine Barteldweg –
- Klokkenkampsweg – Klokkenkamp, een door hagen en hakhout begrensde akker (kamp) bij herberg-bierbrouwerij De Clocke/De Klok[25]:p9[26]
- Koestraat – Koe, gedomesticeerd rund
- Koningin Emmastraat – Emma van Waldeck-Pyrmont (1858-1934), koningin-regentes der Nederlanden van 1890 tot 1898
- Koningin Julianastraat – Juliana der Nederlanden (1909-2004), koningin der Nederlanden van 1948 tot 1980
- Koningin Wilhelminaweg – Wilhelmina der Nederlanden (1880-1962), Koningin der Nederlanden van 1890 tot 1948
- Koppelstraat –
- Korenmolenweg – Windkorenmolen Havekes Mölle (vh. De Volharding ), de stellingmolen in Twello[20]
- Korhoendreef – Korhoen, vogel uit de onderfamilie der ruigpoothoenders
- Kortenaerstraat – Egbert Bartolomeusz Kortenaer (ca. 1604-1665), Nederlands admiraal
- Kruisakkerweg – Vroeger stonden er vaak kruisen in de nabijheid van akkers, die vooral waren bedoeld ter bescherming van de gewassen
- Kruisdwarsweg – Zijweg van de Kruisweg
- Kruisvoorderweg – Cruijs ten Voorde of Kruisvoorde, oude boerderij[5][6][11][27]
- Kruisweg –
- Kuiperserf – Kuiper, ambachtsman die in een kuiperij houten kuipen, vaten en tonnen maakt

### L
- Leigraaf – Leigraaf, letterlijk: geleide gegraven waterloop
- Lenteklokje – lenteklokje, een bolgewas uit de narcisfamilie
- Lindelaan – Linde, boom
- Linthorststraat – Straat op voormalig terrein van de Twellosche exportslachterij. Vernoemd naar Vleeswarenfabriek B. Linthorst & Zonen die in Twello gevestigd was. [14]

### M
- Maarten Tromplaan – Maarten Harpertszoon Tromp (ca. 1598-1653), Nederlands zeevaarder en luitenant-admiraal
- Mahlerstraat – Gustaaf Mahler (1860–1911), Oostenrijkse componist
- Marktplein – Plein waar de markt plaatsvindt
- Marktstraat – Weg naar het Marktplein
- Martinusweg – Sint Martinus of Sint-Maarten (316-397), bisschop van Tours en katholiek heilige
- Meermuidenseweg – Erve “Meermuijden”, oude boerderij[6][11]
- Meester Zwiersweg – August Nicolaas Zwiers (?- 1969), onderwijzer. In 1903 benoemd als hoofd der openbare school in Wilp-Achterhoek, vanaf 1924 hoofd van de gemeentelijke lagere landbouwschool in Twello.
- Meindert Hobbemastraat – Meindert Hobbema (1638 - 1709), Nederlands kunstschilder
- Mercurius – Mercurius, een planeet binnen het zonnestelsel
- Michiel de Ruyterstraat – "Michiel de Ruyter (1607–1676), Nederlands admiraal
- Middelste Hoeven –
- Molendwarsstraat – Zijstraat van de Molenstraat
- Molenstraat – Weg naar windkorenmolen Havekes Mölle (vh. De Volharding ), de stellingmolen in Twello[20]
- Molenveld – Windkorenmolen Havekes Mölle (vh. De Volharding ), de stellingmolen in Twello[20]
- Mondriaanstraat – Piet Mondriaan (1872-1944), Nederlandse kunstschilder
- Mosseler Goorstraat –
- Mozartstraat – Wolfgang Amadeus Mozart (1756–1791), Oostenrijkse componist
- Mr. Dr. Chris Soumokilplein – Mr. Dr. Chris Soumokil (1905-1966), president van deRepubliek der Zuid-Molukken (Republik Maluku Selatan; RMS) van 1950 tot 1966[4]
- Mulderserf – Mulder of molenaar, iemand die met een molen werkt

### N
- Narcis – Narcis, een geslacht van bolgewassen uit de narcisfamilie
- Neptunus – Neptunus, een planeet binnen het zonnestelsel
- Nicolaas Maesstraat – Nicolaas Maes (1634–1693), Nederlands kunstschilder
- Nieuwe Barteldweg –
- Nieuwe Veldjes –
- Nijverheidsstraat –

### O
- Offenbachstraat – Jacques Offenbach (1819-1880), Franse componist
- Omloop – Omloop, constructie rondom een hoge molen om de molen te kunnen bedienen. Wordt ook stelling, balie, galerij of gaanderij genoemd.
- Oranjestraat – Vorstendom Oranje, waarvan Willem de Zwijger in 1544 prins werd.
- Oude Binnenweg – Oude Binnenweg, kortere route naar de dorpskerk en het dorp Twello dan de hoofdroute, de Rijksstraatweg
- Oude Rijksstraatweg – Oude weg van Deventer naar Apeldoorn
- Oude Veldjes –
- Oude Wezeveldseweg – “Het Huys Weseveldt” of "Wezeveld"[3][6][11][14][28]

### P
- Parallelweg – Evenwijdig aan de spoorbaan lopende weg
- Parelhoendreef – Parelhoen, hoenderachtige vogel
- Parkelerweg – Landgoed Het Parkeler/Parckelaer[3][29]
- Parkflat de Statenhoed – Statenhoed, oude boerderij[5][30]
- Paulus Potterstraat – Paulus Potter, (1625–1654), Nederlands kunstschilder
- Pendelstraat –
- Penninkslaantje – Naar de machinefabriek van W.E. Penning die hier gevestigd was????[31]
- Penninksweg – Naar de machinefabriek van W.E. Penning die hier gevestigd was[31]
- Perronpad – Perron, platform bij het spoorwegstation van Twello
- Piet Heinstraat – Piet Hein (1577-1629), Nederlands luitenant-admiraal
- Pieter de Hooghstraat – Pieter de Hoogh (1629-1654), Nederlands kunstschilder
- Plutopad – Pluto, een dwergplaneet binnen het zonnestelsel
- Prins Bernhardstraat – Bernhard van Lippe-Biesterfeld (1911 – 2004), echtgenoot van Juliana der Nederlanden
- Prins Hendrikstraat – Hendrik van Mecklenburg-Schwerin (1876-1934), gemaal van Wilhelmina der Nederlanden
- Prinses Beatrixstraat – Beatrix der Nederlanden (1938), eerste dochter en opvolgster van Juliana der Nederlanden
- Prinses Irenestraat – Irene der Nederlanden (1939), tweede dochter van Juliana der Nederlanden
- Prinses Margrietstraat – Margriet der Nederlanden (1943), derde dochter van Juliana der Nederlanden
- Prinses Marijkestraat – Marijke, vroegere roepnaam van Christina der Nederlanden (1947), vierde en jongste dochter van Juliana der Nederlanden

### Q
- Quabbenburgerweg – Quabbenburg, oude boerderij[5][6]

### R
- Raccordement – Raccordement, oude naam van een spoorweg die niet bestemd is voor openbaar vervoer van personen of goederen en die aansluit op een hoofdspoorweg
- Ravelstraat – Maurice Ravel (1875-1937), Frans componist van Zwitsers-Baskische afkomst
- Rembrandtstraat – Rembrandt van Rijn (1606-1669), Nederlands kunstschilder
- Reuvekampsweg – Katerstede Ruvecamp of Reuvekamp, later Nieuwe en Oude Reuvekamp, oude boerderij[5][11]
- Rijksstraatweg – Provinciale weg 344 van Deventer naar Apeldoorn
- Romaterweg – Katerstede “Romate“, die stond "bij de “Steltenberg”", tegenwoordig H.W.Iordensweg 90[11]
- Rubensstraat – Peter Paul Rubens (1577–1640), Zuid-Nederlands kunstschilder, tekenaar en diplomaat

### S
- Salomonszegel – Salomonszegel, kruidachtige plant
- Saturnus – Saturnus, een planeet binnen het zonnestelsel
- Schadewijkpad – Heerdstede Schadewijk, nu Groot Schadewijk (Schakerpad 9)[5][11]
- Schaepmanstraat – Herman Schaepman (1844-1903), Nederlands dichter en politicus
- Schakerpad – Erve “Den Schaek” dat stond nabij huidig adres Veenhuisweg 53[11]
- Schimmelpenninckstraat – Schimmelpenninck is een Nederlands geslacht dat oorspronkelijk uit de stad Zutphen komt en waarvan een tak sinds 1834 tot de Nederlandse adel behoort en een andere in 1910 werd opgenomen in het Nederland's Patriciaat.[32][33]
- Scholtenshoek – Scholtensgoed[5]
- Schoolstraat – Waar vroeger de school voor openbaar lager onderwijs was gevestigd. Im dit gebouw is nu de Bibliotheek gevestigd.
- Schubertstraat – Franz Schubert (1797-1828), Oostenrijkse componist
- Sikkeplein –
- Sikkestraat –
- Sint Maartenserf – Sint Maarten, Martinus van Tours (316-397), bisschop van Tours en katholiek heilige
- Slangengatweg – Slangengat, oude boerderij[5]
- Sleutelbloem – Sleutelbloem, plantengeslacht
- Sneeuwroem – Sneeuwroem, een plantengeslacht uit de aspergefamilie
- Spoorstraat – Parallel aan de spoorlijn Deventer-Apeldoorn aangelegde straat
- Stationsdwarsstraat – Zijstraat van de Stationsstraat
- Stationsstraat – Straat bij het Twellose spoorwegstation. Heette voor aanleg van de spoorlijn Kletterstraat.[25]:p9
- Sterhyacint – Sterhyacint, geslacht van overblijvende planten
- Stinzenlaan – Stinzen of stinzenplanten, planten die oorspronkelijk alleen als ingevoerde sierplantensoort voorkwamen op landgoederen, boerenhoven, pastorietuinen e.d., en zich daar handhaafden of verwilderd zijn.[34]
- Stobbenakker – Stobben of stoppels, kleine stompjes van de stengels die zijn achtergebleven op de Akker na het oogsten (maaien) van het gewas
- Strausserf – Strauss, Oostenrijkse componistenfamilie: Johann sr. (1804-1849), Johann jr. (1825-1899), Josef (1827-1870) en Eduard (1835-1916)
- Sweelinckstraat – Jan Pieterszoon Sweelinck (1562-1621), Nederlands componist

### T
- 't Holthuis – Het Holthuis, landgoed dat al in de 14e eeuw vermeld wordt.
- Terwoldseweg – Weg van Twello naar Terwolde
- Thorbeckelaan – Johan Rudolph Thorbecke (1798-1872), Nederlands staatsman
- Tienmorgen – verwijst naar het gebied dat een oppervlakte van tien morgens had[35][36]
- Tjerk Hiddes de Friesstraat – Tjerk Hiddes de Vries (1622-1666), Fries admiraal
- Torenbosch –
- Torenweg – v.m. eerste deel van Klokkenkampsweg. Is na afsluiting van de spoorwegovergang in de 60-er jaren zo gaan heten.
- Treubstraat – Willem Treub, (1858-1931), een Nederlands econoom, politicus en hoogleraar
- Troelstralaan – Pieter Jelles Troelstra (1860-1930), Nederlandse politicus
- Tuylermarkenpad –
- Twellerenk – Weg over de Twellose enk

### V
- Van der Duyn van Maesdamstraat – Van der Duin van Maasdam, Nederlands oud-adellijk geslacht waarvan leden vanaf 1814 gingen behoren tot de moderne Nederlandse adel. De tak is in 1969 is uitgestorven. Het bekendste lid is Frans Adam van der Duyn van Maasdam (1771-1848), politicus.
- Van Ghentstraat – Willem Joseph van Ghent (1626-1672), Nederlands admiraal
- Van Goghstraat – Vincent van Gogh (1853-1890), Nederlands kunstschilder
- Van Hogendorpstraat – Van Hogendorp is een Nederlands geslacht dat sinds 1814 tot de Nederlandse adel behoort. Een bekend lid is Gijsbert Karel van Hogendorp (1762-1834), politicus
- Van Limburg Stirumstraat – Van Limburg Stirum is een van oorsprong Duits geslacht dat behoort tot de Nederlandse, Belgische en historische Duitse adel.
- Van Lith's erf – Naar de smederij van G.J. van Lith die hier gevestigd was[31]
- Van Spiegelstraat – Straat op voormalig terrein van de Twellosche Exportslachterij. Vernoemd naar slagerij Van Spiegel die in Twello gevestigd was/slagerij c.a. V. van Spiegel, Rijksstraatweg A 9b[31]
- Veenhuisweg – Veenhuis, oude heerdstede[5][11]
- Veenpad –
- Veilingstraat – Hier zat van 1907 tot 1987 het veilingcomplex van de Coöperatieve Veilingvereniging Deventer en Omstreken. In 2014 is het complex gesloopt.[25][37][38]
- Veldhoendreef – Veldhoen of patrijs, akkervogel uit de familie der fazantachtigen. De straat is vernoemd naar de klompenfabriek van Veldhoen die op deze plek heeft gestaan.
- Veldjespad –
- Verdistraat – Giuseppe Verdi (1813–1901), Italiaans componist
- Verlengde Lindelaan –
- Vermeersdwarsweg – Zijweg van de Vermeersweg
- Vermeersweg – Vermeersstede, oude boerderij[5]
- Vivaldistraat – Antonio Vivaldi (1678-1741), Italiaans violist, priester en componist
- Vlasakker – Akker waarop vlas verbouwd werden
- Voermanstraat –
- Voorderpad – Ten Voorde, nu Voorde, oude boerderij[5]
- Voordersteeg – Ten Voorde, nu Voorde, oude boerderij[5]

### W
- Wagnerhof – Richard Wagner (1813-1883), Duitse componist
- Wassenaer-Obdamstraat – Jacob van Wassenaer Obdam (1610-1665), Nederlands admiraal
- Waterhoendreef – Waterhoen, vogel uit de familie van de rallen
- Weidegeelster – Weidegeelster, bolgewas uit de leliefamilie
- Westerlaan – Weg langs de westkant van Twello
- Weteringstraat –
- Wethouder Van de Liendelaan –
- Wilpsedijk – Dijk met provinciale weg langs de IJssel richting Zutphen. Maakt deel uit van de provinciale weg N790
- Winterakoniet – Winterakoniet, een plant uit de ranonkelfamilie
- Witte de Withstraat – Witte de With (1599-1658), Nederlands vlootvoogd
- Wolbospad – Wolbos, oude boerderij[5][6]

### Z
- Zendijkstraat – Straat op voormalig terrein van de Twellosche Exportslachterij. Vernoemd naar slachterij Zendijk die in Twello gevestigd was.
- Zevenhuizenseweg –
- Zonnenbergstraat – Sonnenberg/Zonnenberg en de Hoge Sonnenberg, oude boerderijen[5][6]
- Zoutmanstraat – Johan Zoutman (1724–1793), Nederlands schout-bij-nacht
- Zuiderlaan – Weg langs de zuidkant van Twello
- Zwarte Kolkstraat – Zwarte Kolk, oude boerderij[5]
- Zwartepad –

## Straten in Klarenbeek
Klarenbeek ligt deels in de gemeente Voorst en deels in de gemeente Apeldoorn. Voor de volledigheid zijn hier ook de straten in de gemeente Apeldoorn vermeld. Deze zijn weergereven in grijs.

### A
- Achter de Molen – Weg achter windkorenmolen De Hoop, de stellingmolen in Klarenbeek[39]

### B
- Bart Brouwerplein –
- Biezematen –
- Blaarschoten – Blaterschaten/Blaarschoten, gebied nabij het Beekbergerwoud[40][41]
- Bosweg –
- Boterbloem – Boterbloem, geslacht van planten in de familie Ranunculaceae
- Brinkenweg –
- Broekstraat – Weg over het Klarenbeekse broek, een laaggelegen gebied dat nat blijft door opwellend grondwater (kwel) en dat vooral als hooi- en grasland werd gebruikt
- Bruggekampsweg –

### C
- Cederweg – Ceder, geslacht van coniferen dat behoort bij de dennenfamilie
- Clabanusweg – Klabanus, oude boerderij, op kadasterkaart uit 1832 ongeveer op de plek van het huidige adres Voorsterweg 287.[4] De naam Klabanus komt al in heel oude stukken voor, vermoedelijk heeft die boerderij er al eeuwen gestaan.[42] In het plaatselijk dialect betekent "klabanus" hetzelfde als "kanjer", een groot voorwerp.[43]

### D
- Dalkweg – De Dalk, oude boerderij[44]
- De Altforst –
- De Dalk – De Dalk, oude boerderij[44]
- De Doorvaart –
- De Elizabeth Hoeve – De Elizabethhoeve, oude boerderij aan de Elsbosweg[6]
- De Kar – genoemd naar Albert Karreman, die hier halverwege de 18e eeuw een herberg had. Wie er naartoe ging, ging naar 'de Kärre'.[4]
- De Rakhorst – De Ra(c)khorst, oude boerderij[6][45]
- De Somp – De Zomp, niet of nauwelijks toegankelijk gedeelte van het Beekbergerwoud[40]
- De Til – De Til, oude boerderij[44]
- De Welvaart –
- De Zweep – De Zweep, oude boerderij en herberg[40][44]
- Dennenweg – Den, geslacht van naaldbomen in de dennenfamilie
- Dokter Blokplantsoen –
- Duizendblad – Plantengeslacht Duizendblad, plantengeslacht

### E
- Elsbos – Het Elsbos, ook wel Het Woud genoemd, , plaatselijke naam voor het Beekbergerwoud, het laatste Nederlandse oerbos dat tussen 1869 en 1871 werd vernietigd doordat het werd ontgonnen voor landbouwgrond.[40][46]
- Elsbosweg – idem

### F
- Fluitenkruid –

### G
- Goorweg – Goor, Middelnederlands woord voor moeras of drassig laagland[4][47]
- Grote Wetering –

### H
- Hallseweg – Weg naar Hall
- Hanekerweg –
- Heideparkweg –
- Henkenburgweg – Henkenburg, oude boerderij[6]
- Hessen-Allee – Oude handelsweg waarover in de 17e eeuw Duitse kooplieden uit Hessen reisden.[48]
- Hoofdweg – Deel van Provinciale weg N789, en deel van de vroegere doorgaande route van Deventer via de Woeste Hoeve naar Arnhem.[4]
- Hooiland – Het Klarenbeekse Hooiland

### I
- Iemschoten – Imschaten/Iemschoten, gebied nabij het Beekbergerwoud waar imsplaggen[49] gestoken werden.[40][41]
- IJsseldijk – IJsseldijk, waterkering langs de IJssel. Meerdere erven in Wormingen[50] behoorden in de 17e eeuw aan de Proosdij van Deventer en hadden mede voor het onderhoud aan de IJsseldijk te zorgen.[51]:p25

### J
- J.R. Krepellaan – Johannes Richard Krepel (oorspronkelijk Gröbell) (1793 - 1865), afkomstig uit Sankt Wolfgang im Salzkammergut (Oostenrijk). Liet de watermolen aan de Claren Beek in 1764 inrichten tot een pletterij van rood koper.[52][53][54] De kopermolen werd later omgebouwd tot een houtzaagmolen.[40]

### K
- Kanaal Zuid – Weg langs het Apeldoorns Kanaal, op de oostelijke oever. Bestaat sinds de aanleg van het kanaal in 1829
- Kerkweg – Weg richting de R.K. kerk Onze Lieve Vrouwe ten Hemelopneming
- Klaproos – Klaproos, een geslacht van bloeiende planten
- Klarenbeekseweg – Provinciale weg N789 van Eerbeek naar Klarenbeek. Deel van de vroegere doorgaande route van Deventer via de Woeste Hoeve naar Arnhem.[4]
- Klaverweg –
- Kleine Pimpernel – Kleine pimpernel, vaste plant uit de rozenfamilie
- Kleinedijk –
- Knypn-Steghe –
- Koperdijk –
- Kopermolenweg – De Kopermolen van Klarenbeek[55]
- Korenbloem – Korenbloem, eenjarige plant uit de composietenfamilie
- Korte Struikenveenweg –
- Krabbenhoogte –
- Krommedijk –
- Kuipersdijk –
- Kuipersmaat –

### L
- Landweg –
- Lariksweg – Lariks, een geslacht van coniferen.
- Leigraaf – Leigraaf, letterlijk: geleide gegraven waterloop[40]
- Lokaalweg – Lokaal (kerkje) dat hier in 1662 gebouwd werd, waar godsdienstoefeningen gehouden werden en godsdienstonderwijs aan de jeugd gegeven werd.[40]

### M
- Molenweg – Weg naar de windkorenmolen De Hoop, de stellingmolen in Klarenbeek[39]

### O
- Ooster Broeksweg – Oude weg over het Oosterbroek, een laaggelegen gebied dat nat blijft door opwellend grondwater (kwel) en dat vooral als hooi- en grasland werd gebruikt
- Oude Apeldoornseweg – Oude weg naar Apeldoorn
- Oude Broekstraat – Oude weg over het Klarenbeekse broek, een laaggelegen gebied dat nat blijft door opwellend grondwater (kwel) en dat vooral als hooi- en grasland werd gebruikt
- Oude Zutphenseweg – De oude weg van Apeldoorn naar Zutphen[4]
- Oudhuizerstraat –

### P
- Polveensweg – Landgoed Het Polveen[6]
- Postweg –

### R
- Ruigenhoek –

### S
- Scherpenberg –
- Sluinerweg – De Sluiner, oude boerderij[6]
- Sparrenweg –
- Struikenveenweg – Struikjesveen, oude boerderij[6]

### T
- Traandijk –

### V
- Van Spreekenslaan – Familie Van Spreekens, landeigenaren[46]
- Veldweg –
- Verlengde Broekstraat – Verlenging van de Broekstraat
- Vijverweg –
- Vorstersweg – genoemd naar boerderij "de Vorstert" (nu Zutphenseweg 46)[4][6]

### W
- Welvaartsdwarsweg – Zijweg van De Welvaart
- Weterschoten – Weterschaten/Weterschoten, gebied nabij het Beekbergerwoud[40][41]
- Wikkeweg –
- Woudweg – Beekbergerwoud, plaatselijk ook wel Het Woud of Het Elsbos genoemd, het laatste Nederlandse oerbos dat tussen 1869 en 1871 werd vernietigd doordat het werd ontgonnen voor landbouwgrond.[40][46]

### Z
- Zutphenseweg – provinciale weg N345 van Zutphen naar Apeldoorn

## Straten in Voorst

### A
- A. Winkler Prinsstraat – Anthony Winkler Prins (1817-1908), Nederlandse encyclopedist en schrijver
- Appense Enkweg – Weg over de Appense enk
- Appenseweg – Appen, buurtschap in de gemeente Voorst

### B
- Bakker Brilplaats – Bakkerij Bril, die hier sinds 1852 gevestigd is[56][57]
- Bandijk – Bandijk, winterdijk langs de IJssel
- Beekzichtweg – Beekzicht, landgoed aan de noordrand van Voorst[58][59][60]
- Beelelaan – De Beele, landhuis[3][45]:p132-133
- Binnenweg – Binnenweg, kortere route naar de Hervormde kerk in Voorst dan de hoofdroute, de Rijksstraatweg
- Blekenbrinkweg –
- Bolkhofsweg – Het goed Bolxste/Bolkshofstede/Bolkhofstede, oude boerderij (14e/15e eeuw)[5][11][45]:p111-112
- Bongerdskamp – De Bongert, oude boerderij[6]
- Breestraat –

### D
- De Beer – De (bonte) Beer, boerderij en tot 1870 tevens herberg. Voor het eerst vermeld in 1661, maar ten minste vanaf 1606 stond hier al een herberg-boerderij[6][61]
- De Halmen – De Halmen/Halmer, gebied bij Voorst[62]
- De Nieuwenhof – De Nieuwenhof, oude boerderij[5][6]
- De Riete – De Riete, oude boerderij[5]
- De Windvang – Windvang, de hoeveelheid wind die een molen "vangt"
- Deventerweg – Weg van Voorst naar Deventer
- Diederikweg – De Diederik, oude boerderij[5][45]:p118
- Dillestraat – Dille, plant uit de schermbloemenfamilie

### E
- Enkpad – Pad over de Voorster enk
- Enkweg – Weg over de Voorster enk

### G
- G.J. van Heuvenstraat – G.J. van Heuven (?-1956?) huistarts te Voorst v.a. ±1929? gedurende 30 jaar een zeer geliefd huisarts
- Garssenpad –
- Gravenstraat –

### H
- Haanstraat – boerderij 'de Haan', lag op de plaats waar de Haanstraat, Keizersweg en Zandwal samenkomen. Wordt al in 1610 vermeld als de 'Rode Haan'[4]
- Helena H. Wilkensstraat – Hélène Henriëtte Wilkens (1874-1957), laatste bewoonster van de in 1961 gesloopte villa De Nieuwenhof.
- Hengelderweg – 't Hegelder, oude boerderij[5][6]
- Heuvelderweg – Het Heuvelder, oude boerderij[5][6]
- Hezeweg –
- Hoenweg – Het Hoen, oude boerderij. Al in 1357 was er een goed "oppen hoen", dat in 1405 vermeld werd als het "Goed ten Hoen".[45]:p133-135[63]
- Hoflaan –
- Hooistraat –
- Houtwalstraat – houtwal, erfafscheiding die bestaat uit bomen en/of struiken, vaak tussen weilanden en akkers
- Houtwijkerweg – Houtwijk, oude boerderij[58][59][60][64]

### K
- Kafoepstraat – Kafoep, een oude naam voor trekharmonica.[65][66]
- Kamperfoeliestraat – Kamperfoelie, geslacht van slingerplanten
- Keizershofweg – De Keizershof, oude boerderij[5][6]
- Keizersweg – Deze zandweg over de hei werd opgeknapt i.v.m. de rondreis die Keizer Napoleon in 1811 door Nederland maakte. Uiteindelijk kwam hij toch niet in Voorst.[4]
- Kerkstraat – Straat langs de Hervormde kerk in Voorst
- Kervelstraat – Kervel, eenjarige plant uit de schermbloemenfamilie
- Klarenbeekseweg – Weg naar Klarenbeek
- Kleine Enkweg – Weg over de Voorster enk
- Korte Binnenweg – Zijweg van de Binnenweg
- Korte Breestraat – De Korte Bree, oude boerderij[67]
- Kruisallee –
- Kruisbosweg – Kruisbosch, oude boerderij[6]
- Kruisweg –
- Kruizemuntstraat – Kruizemunt, een volksnaam voor verschillende plantensoorten en -variëteiten van het geslacht munt

### L
- Lavendelstraat – Lavendel, een struik uit de lipbloemenfamilie
- Leusvelderweg – Leusveld, nu Grote Leusveld, oude boerderij[5]

### M
- Marjoleinstraat – Marjolein, een plant uit de lipbloemenfamilie. Ook wel bekend als majoraan of worstkruid
- Melissestraat – Melisse, een geslacht uit de lipbloemenfamilie
- Middelbeekspad – De Middelbeek, oude boerderij[5][6]

### N
- Nijenbeekseweg – weg naar Kasteel Nijenbeek[14][68]
- Noord Emperweg – Noord-Empe, buurtschap in de gemeente Voorst[45]

### O
- Oude Deventerweg – Oude weg naar Deventer

### P
- Perleweg – De Perle/Parle, oude boerderij[5][6][45]:p113-115
- Poll-laan – Huis de Poll, een landhuis, landgoed en voormalige havezate[69]

### R
- Rammelwaardsdijk – Rammelwaard, vlak landschap (waard of weerd) langs de IJssel.[6]
- Rijksstraatweg – provinciale weg N345 van Zutphen naar Apeldoorn
- Rozemarijnstraat – Rozemarijn, een houtige plant uit de lipbloemenfamilie

### S
- Schoolstraat – Waar de school voor lager onderwijs was gevestigd.
- Sinderensdijk – Kasteel Sinderen (Voorst), dat stond waar nu Voorsterklei 9 is[6][45]
- Stellingmolenweg – Weg naar windkorenmolen De Zwaan, de stellingmolen in Voorst[70]

### T
- Tijmstraat – Tijm, een geslacht uit de lipbloemenfamilie
- Tuinstraat – Tuin, begrensd stuk grond waarop gewassen worden geplant of verbouwd.

### V
- Voorsterklei – Voorsterklei, vruchtbare buitenpolder langs de IJssel[45]:p131-132[71]

### W
- Waalderweg –
- Watergatstraat –
- Weemehof – De Oude Weeme, oude boerderij[6]
- Wellenbergweg – De Wellenberg, oude boerderij[5][6]
- Wilhelminaweg – Wilhelmina der Nederlanden (1880-1962), Koningin der Nederlanden van 23 november 1890 tot 4 september 1948.

### Z
- Zandstraat –
- Zutphensepad – Zutphen, stad in Gelderland
- Zwarteweg –

## Straten in Wilp

### A-F
- B. Hurenkampstraat –
- Bergkamp –
- Beukenlaan – beuk, plantennaam. Deze weg ligt op het terrein van ZoZijn gehandicaptenzorg De Lathmer.
- Binnenweg – Binnenweg, kortere route naar de Nederlands Hervormde Kerk dan de hoofdroute, de Rijksstraatweg
- Bospad – Bos, begroeiing die voornamelijk uit bomen bestaat met ondergroei. Deze weg ligt op het terrein van ZoZijn gehandicaptenzorg De Lathmer.
- Breuninkhofweg –
- Buddezand – Buitenplaats Het Buddezand van koopman Hendrik Budde (1773-1851)[5][8]
- Dijkweideweg –
- Dorpsstraat – Hoofdstraat van het dorp Wilp
- Fliertweg – Fliert, een waterloop bij Wilp en Twello. Komt ten noorden van Twello samen met de Terwoldse Wetering.

### G-K
- H.W. Iordensweg – Hendrik Willem Iordens (1894-1945), Garagehouder en verzetsman. (N.B.S.)[4][15][16] Op 29 maart 1945 te Wierden gefusilleerd. Weg heette tot 1946 de Wilpschenweg.[17][18]
- het Wildezand –
- Hofstraat –
- Holtkampweg – De Holtkamp, oude boerderij.[5][6] Deze weg ligt op het terrein van ZoZijn gehandicaptenzorg De Lathmer.
- Holtweg –
- Hombrakensepad – Erve Hombrake, oude boerderij[5][11]
- Houtwalstraat – houtwal, erfafscheiding die bestaat uit bomen en/of struiken, vaak tussen weilanden en akkers
- Jan Kokplaats –
- Kasteelstraat – Kasteel de Lathmer. Deze weg ligt op het terrein van ZoZijn gehandicaptenzorg De Lathmer.
- Kerkstraat – Straat langs de Dorpskerk van de Protestantse Gemeente van Wilp (voorheen Nederlands Hervormde Kerk)
- Kneuterstraat – Kneuter of Keuter[45], boer met een zodanig klein bedrijf dat hij zijn inkomsten moet aanvullen met loondienst
- Knibbelallee – Knibbelen, Middelnederlands voor ruziën.[72] Aangelegd na een twist tussen twee knibbelende edellieden.[noot 1][73]:p24-25

### L-O
- Lathmerweg – De Lathmer, kasteel en landgoed
- Mackenzieplaats – Lieutenant-Colonel Donald Alexander Mackenzie DSO DSC (1914-1945), commandant van de 48th Highlanders of Canada, gesneuveld tijdens Operatie Cannonshot (oversteek van de IJssel).[74][75]
- Marsstraat –
- Meidoorn – Meidoorn, plantengeslacht uit de rozenfamilie
- Melkakkerweg – De Melkakker, akkermaalsbos behorende tot landgoed De Lathmer.[73]:p27 Deze weg ligt op het terrein van ZoZijn gehandicaptenzorg De Lathmer.
- Middenweg –
- Molenallee – Allee naar de Wilper- of Lathmerse molen, de ronde stenen stellingmolen in Posterenk[76]
- Nieuweweg –
- Noordijkpad – De "Grote Noordijk" en de "Kleine Noordijk", landhuizen. Tot halverwege de 19e eeuw één landgoed: "Het Noordink" van de familie Van Marle.[3][14]
- Orgelakker – Orgelakker, akker waarover belasting geheven werd waarmee een kerkorgel onderhouden of aangeschaft werd[51]:p29
- Oysedwarsweg – Zijweg van de Oyseweg
- Oyseweg – De Oye, oude boerderij op de Wilpse Klei, een overloopgebied in de IJsselvallei.[5][6]

### P-T
- Reigerstraat – Reiger, vogel. Deze weg ligt op het terrein van ZoZijn gehandicaptenzorg De Lathmer.
- Rijksstraatweg – provinciale weg N790 van Voorst naar Deventer
- Rijksweg A1 – Rijksweg A1, Nederlandse autosnelweg, die begint bij Watergraafsmeer aan de oostkant van Amsterdam en eindigt ter hoogte van De Lutte aan de Duitse grens. Vanaf Amersfoort maakt de A1 deel uit van de E30 (de vroegere E8), de Europerse route die loopt van Cork in Ierland naar Omsk in het Aziatische deel van Rusland, waar hij aansluit op de route richting Vladivostok en daardoor deel uitmaakt van een transcontinentale verbinding.
- Roggencampweg – De (Kleine) Roggencamp, akkermaalsbos behorende tot landgoed De Lathmer.[73]:p27 Deze weg ligt op het terrein van ZoZijn gehandicaptenzorg De Lathmer.
- Schoolstraat – Waar vroeger de school voor lager onderwijs was gevestigd.
- Sleedoorn – Sleedoorn, struik uit de rozenfamilie
- Smidshof – Genoemd naar de smederij en het café van de familie Kolkman die hier stonden (voor ca. 1892? was de smederij van J.W. Betman). Later alleen café-restaurant De Smidse van fa. Kolkman. Pand is in 2006 gesloopt.[14][31]
- Smittenbergstraat – Smittenberg, oude boerderij[5]
- Soerhuislaan – Soerhuis, oude boerderij[5]
- Sterrenboslaan – Sterrenbos, Bos met een lanenstructuur, zoals in ca. 1735 ten westen van het Kasteel de Lathmer op het landgoed aangelegd werd (inmiddels verdwenen).[77] Deze weg ligt op het terrein van ZoZijn gehandicaptenzorg De Lathmer.

### U-Z
- Veld en Weide – Deze weg ligt op het terrein van ZoZijn gehandicaptenzorg De Lathmer.
- Voorderpad – Ten Voorde, nu Voorde, oude boerderij[5]
- Voordersteeg – Ten Voorde, nu Voorde, oude boerderij[5]
- Weerdseweg – Weerd, een vlak landschap, langs de IJssel.[6]
- Weeversboschweg – Weeversbosch of Weeversbosschen, bos bij Eerbeek waarvan een deel behorende tot landgoed De Lathmer.[73]:p27 Deze weg ligt op het terrein van ZoZijn gehandicaptenzorg De Lathmer.
- Wilpsedijk – Dijk met provinciale weg langs de IJssel richting Zutphen. Maakt deel uit van de provinciale weg N790
- Wolbospad – Wolbos, oude boerderij[5]
- Zonnenbergstraat – Zonnenberg, oude boerderij[5]
- Zutphenboerlaan – Uitspanning "In den Zutphen", beter bekend als "De Zutphenboer" (Deventerweg 3)[14][78][79]

## Straten in Terwolde

### A-H
- Achterom Wijkseweg – De Wijk, een buurtschap in de gemeente Voorst, plaatselijk beter bekend als "de Wiek"
- Bandijk – Bandijk, winterdijk langs de IJssel
- Boevenbrinkstraat – De Boevenbrink, oude boerderij[6][80]
- Broekhuizerstraat – Broekhuis, oude boerderij[5][6]
- De Kosterij – Kosterij, woning waarin de koster van een kerk woont
- De Smederij – Smederij, de werkplaats van een smid
- Deventerweg – Weg van Terwolde naar Deventer
- Dorpsstraat – Hoofdstraat van het dorp Terwolde
- Dorpszicht – woningen aan deze straat kijken uit op het dorp Terwolde
- Emstermate – Melkfabriek Emstermate in Terwolde[31][81] Voordien boerderij Emstermate.[6]
- Everwijnstraat –
- Haverkampsweg – Erve Havercamp (voor 1500 Avercamp), later Kleine en Grote Haverkamp. Oude boerderij[5][11]
- Hazeltweg –
- Heegsestraat – De Heege, oude boerderij[82]
- Hermpjeskamp –
- Hoevenallee –
- Hogeveldpad –

### I-Q
- Ieuwland –
- Kadijk – De Kaa, oude boerderij.[6] Zuidelijke begrenzing van de Nijbroekerpolder[83]
- Kerkekamp – Een door hagen en hakhout begrensde akker (kamp) bij de Kerk van Terwolde
- Kleine Emstermate – Melkfabriek Emstermate in Terwolde[31][81]
- Kolkweg –
- Koningin Wilhelminastraat – Wilhelmina der Nederlanden (1880-1962), Koningin der Nederlanden van 23 november 1890 tot 4 september 1948.
- Kraaigraafstraat –
- Kuiperstraat –
- Lage Kamp – Kamp, een door hagen en hakhout begrensde akker
- Leliestraat – Lelie, plantengeslacht
- Melkleenweg – Het Melkleen, oude herenboerderij[5][6][84]
- Molenweg – Weg naar windkorenmolen De Ooievaar, de stellingmolen in Terwolde[85]
- Ossenkolkweg –
- Prins Hendrikstraat – Hendrik van Mecklenburg-Schwerin (1876-1934), gemaal van Wilhelmina der Nederlanden
- Quabbenburgerweg – Quabbenburg, oude boerderij[5][6]

### R-Z
- Riemkamp –
- Rozendaalseweg – (Kleine) Rozendaal, oude herenboerderij[5]
- S. Schotanusstraat – Sijbolt Schotanus (ca. 1868-1926[86][87]), arts te Terwolde
- Schoolstraat – Waar vroeger de school voor lager onderwijs was gevestigd.
- Trippestraat – Trippe, oude boerderij[5]
- Tuindorp – Tuin, begrensd stuk grond waarop gewassen worden geplant of verbouwd.
- Twelloseweg – Twello, plaats in Gelderland
- Vaassenseweg – Weg naar Twello
- Veenweg – Weg naar Vaassen
- Verzetsstraat – Ter herinnering aan het Verzet in de Tweede Wereldoorlog
- Vollehandsweg – Volle Hand, Nieuwe Vollehand, oude boerderijen[5][6]
- Wellinkhofweg – Wellinkhof, oude boerderij[5]
- Wijkseweg – De Wijk, een buurtschap in de gemeente Voorst, plaatselijk beter bekend als "de Wiek"
- Wolterkampsweg – Wolterkamp, oude boerderij[5][6]
- Zeedijk – De oostelijke ontginningsas in de Nijbroekerpolder[83]
- Zwanekamp – Zwanenkamp, oude boerderij[5]

## Straten in Teuge
- Ambondwarsstraat – Zijstraat van de Ambonstraat[4][noot 2]
- Ambonstraat – Ambon, een eiland in de Indonesische eilandengroep de Molukken[4][noot 2]
- Beukelaarsweg – Beukelaar, oude boerderij[5][6][11]
- Blériotstraat – Louis Blériot (1872–1936), Frans luchtvaartpionier en vliegtuigbouwer
- Bolkhorstweg – Erve Bolkhorst, oude boerderij[5][6][11]
- Bottenhoekseweg –
- De Zanden – Het Sand/Zand, gebied. Hier werden ook drie boerderijen naar vernoemd: het Grote Zand, het Midden Zand en het Kleine Zand.[6][11][88]
- Fokkerstraat – Anthony Fokker (1890–1939), Nederlands luchtvaartpionier en vliegtuigbouwer
- Ganzevlesweg – Erve “Gansevles”[6][11]
- Hessenlaan – Oude handelsweg waarover in de 17e eeuw Duitse kooplieden uit Hessen reisden.[48]
- Holthoevensestraat –
- Parmentierstraat – Koene Dirk Parmentier (1904-1948), Nederlands piloot van de KLM
- Pionierspark – luchtvaartpionier
- Plesmanstraat – Albert Plesman (1889-1953), Nederlands luchtvaartpionier en de eerste president-directeur van de KLM
- Propellerpad – Propeller, onderdeel van een vliegtuig waarmee het luchtvaartuig wordt voortbewogen
- Rijksstraatweg – Provinciale weg 344 van Deventer naar Apeldoorn
- Stationsweg – Weg naar het toenmalige spoorwegstation aan de lijn Deventer-Apeldoorn
- Teugseweg – Weg naar Teuge
- Tiendijkenseweg –
- Woudweg – Weg naar de buurtschap Woudhuis
- Zandenallee – Het Sand/Zand, gebied. Hier werden ook drie boerderijen naar vernoemd: het Grote Zand, het Midden Zand en het Kleine Zand.[6][11][88]
- Zwanenpad – De Kleine Zwaan, oude boerderij en De Zwaan, oude boerderij, later brouwerij met gelagkamer en ten slotte hotel-café-restaurant[6][89]

## Straten in Wilp-Achterhoek
- Achterhoekseweg – Weg naar de buurtschap Achterhoek, waar nu Wilp-Achterhoek ligt.
- Aerdenbroek –
- Ardeweg –
- Blankenhuisweg –
- Heeringstraat –
- Hildestraat – Hilderkamp, een door hagen en hakhout begrensde akker (kamp)[6]
- Holthoevensestraat – De Holthoeve, oude boerderij[6]
- Kievitspad – kievit, een weidevogel
- Kievitsweg – kievit, een weidevogel
- Koestraat – Koe, gedomesticeerd rund
- Kranenstraat –
- Leemsteeg –
- Oolmansweg –
- Oud Lochemseweg – Erve "De Loghern" in de Wilpse Achterhoek, waar in het midden van de 19e eeuw de koninklijke vleeswarenfabriek B. Linthorst & Zonen gevestigd was[14] Het goed werd al in 1394 in het Utrechtse leenregister vermeld als het "Huege Hopsguet". De huidige naam is afkomstig van eigenaren uit de 15e en 16e eeuw met de familienaam Van Lochem.[6][90]
- Oude Ardeweg –
- Slangengatweg – Slangengat, oude boerderij[5]
- Sluinerweg – De Sluiner, oude boerderij[6]
- Tienmorgen – verwijst naar het gebied dat een oppervlakte van tien morgens had[35][36]
- Vundelaarsweg – Kleine en Grote Vundelaar, oude boerderij[6]
- Zwaluwenweg – De Zwaluwen, Swaluwnest en Nieuw Swaluwnest, oude boerderij[6]
- Zwarte Kolkstraat – De straat is genoemd naar een ven dat aan deze straat ligt "De Zwarte Kolk". Tevens stond er een Middeleeuwse boerderij aan deze straat die "De Zwarte Kolk" heette. Deze is in 1989 afgebroken. De boerderij was in het verleden een herberg en had toen de naam "De Letste Stuver". De bijbehorende paardenstal stond aan de overzijde van de weg en is tegenwoordig in gebruik als woning.

## Straten in Nijbroek
- Bekendijk – De Baeke, oude boerderij.[6] De westelijke ontginningsas in de Nijbroekerpolder[83]
- Benedenste Kruisweg –
- Blankematerweg – Blankenmate, oude boerderij[6][91]
- Breestuk –
- Dijkhuizenweg –
- Dorpsplein – Centrale plein van het dorp Nijbroek
- Eendenkooiweg – eendenkooi, een plek waar wilde eenden werden gevangen
- Gaarthepad –
- Geersepad – De Geer/De Geere, oude boerderij op de hoek Geersepad/Geerstraat met de Veluwsedijk. Later Kleine Geer en Grote Geer.[5][6]
- Kadijk – De Kaa, oude boerderij.[6] Zuidelijke begrenzing van de Nijbroekerpolder[83]
- Kampweg – Kamp, een door hagen en hakhout begrensde akker
- Kerkepad – Pad naar de protestantse kerk
- Korte Kruisweg –
- Middendijk – De centrale ontginningsas in de Nijbroekerpolder[83]
- Monnikenweg – Diverse boerderijen hier waren eigendom van het Karthuizer klooster Monnikhuizen bij Arnhem. Er stond ook een spieker van het klooster aan deze weg.[92]
- Vaassenseweg – Weg naar Vaassen
- Veluwsedijk – De westelijke ontginningsas in de Nijbroekerpolder[83]
- Vijfmorgen – Een door hagen en hakhout begrensde akker (kamp) met een oppervlakte van vijf morgens had[35][36][93]
- Vloeddijk – Noordelijke begrenzing van de Nijbroekerpolder[83]
- Wellerweg –
- Westererf – Straat aan de westkant van Nijbroek
- Zeedijk – De oostelijke ontginningsas in de Nijbroekerpolder[83]

## Straten in Steenenkamer
- Bongerdstraat – Bongerd of boomgaard, een met bomen beplant stuk grond waar vruchten of noten geteeld worden
- Ennestraat –
- Hoge Worp – DIt gebied ten westen van de IJssel wordt al in de veertiende eeuw 'Worp' genoemd.[94]:p10[95]
- Korte Ennestraat –
- Kweekweg – Kweken, het verbouwen van gewassen
- Lage Worp – DIt gebied ten westen van de IJssel wordt al in de veertiende eeuw 'Worp' genoemd.[94]:p10[95]
- Langestraat – Straat van enige lengte
- Mr. Van Marlestraat – familie Van Marle, landeigenaren o.a. "Het Noordink" (nu de "Grote Noordijk"), dat halverwege de 19e eeuw werd opgesplitst in de "Grote Noordijk" en de "Kleine Noordijk"[14]
- Rijksstraatweg – Provinciale weg 344 van Deventer naar Apeldoorn
- Rozenhofstraat – Roos, plantenfamilie
- Tuinstraat – Tuin, begrensd stuk grond waarop gewassen worden geplant of verbouwd.
- Twelloseweg – Twello, plaats in Gelderland
- Warmoezenierstraat – Warmoezenier, boer die met speciale groenten- en fruitsoorten zoals witlof en asperges de 19e-eeuwse stedelijke elite bediende. Door de hogere opbrengsten van deze dure groenten konden warmoezeniers dicht bij de stad (dure) grond bewerken.
- Westerstraat – Weg langs de westkant van Steenenkamer
- Wilpsedijk – Dijk met provinciale weg langs de IJssel richting Zutphen. Maakt deel uit van de provinciale weg N790
- Zuiderstraat – Weg langs de zuidkant van Steenenkamer

## Straten in Bussloo
- Baron van Wijnbergenlaan – Joannes Wilhelmus Aloijsius baron van Wijnbergen, heer van Bussloo (1779-1849), opdrachtgever voor de bouw van de rooms-katholieke kerk te Bussloo in 1818[14]
- Bloemenksweg – De Bleumink of Bloemink, oude boerderij[5][6]
- Bonenkampsweg –
- Breuninkhofweg – Brunynckhoff/Brumminckhof/Bruininghshofste, oude boerderij[6][45]:p51-52
- Bussloselaan – Bussloo, dorp. Tevens de naam van een adellijk huis (havezate) en bijbehorend landgoed aldaar.
- Kuiterweg – Kuiter, mogelijk verbastering van "Coetsruijter/Koetsruijter", in 1717 eigenaar van het goed Conscamp aldaar.[45]:p68-70
- Deventerweg – Weg van Voorst naar Deventer. Maakt deel uit van de provinciale weg N790.
- Theo Klein Sworminkallee – Theo Klein Swormink, van ca. 1984 tot 2014 werkzaam bij Recreatiegemeenschap Veluwe (RGV) (sinds maart 2015 Leisurelands), laatstelijk als Adjunct-directeur.[96] Deze weg ligt op het terrein van Recreatiegebied Bussloo
- Withagenweg – Withage(n), verschillende (5) opeenvolgende oude boerderijen met die naam[5][6][45]:p68-70
- Zandwal –

## Straten in Posterenk
- Enkweg – Weg over de Posterenk
- Grotenhuisweg – Grootenhuis, oude boerderij[5][6]
- H.W. Iordensweg – Hendrik Willem Iordens (1894-1945), Garagehouder en verzetsman (N.B.S.).[4][15][16] Op 29 maart 1945 te Wierden gefusilleerd. Weg heette tot 1946 de Wilpschenweg.[17][18]
- Kneuterstraat – Kneuter, plaatselijke naam voor Kneu, een zangvogel uit de familie van vinkachtigen
- Molenallee – Allee naar windkorenmolen de Wilper- of Lathmerse molen, de ronde stenen stellingmolen in Posterenk[76]
- Postakker – Akker van boerderij De Post, waaromheen het dorp Posterenk ontstaan is.[5][6]
- Robberskampweg – De Robber(t)skamp, oude boerderij[5][6]
- Streilerweg – Streiler en Grote Streiler, oude boerderijen[5][6]
- Strönkseweg – Streunk of Stroink, oude boerderij[5][6]

## Straten in De Vecht
- Avervoordseweg – Erve Avervoorde, oude boerderij[5][11][97]
- Beentjesweg –
- Bekendijk – De westelijke ontginningsas in de Nijbroekerpolder[83]
- Groenstraat –
- Kerkstraat – Weg langs de R.K. St. Antonius (van Padua) kerk
- Lochemsestraat – Erve "De Loghem" in de Wilpse Achterhoek, waar in het midden van de 19e eeuw de koninklijke vleeswarenfabriek B. Linthorst & Zonen gevestigd was[14]
- Weteringserf – Groote Wetering, waterloop die door De Vecht loopt